# Дюваль, Анри Огюст
Анри Огюст Дюваль (фр. Henri August Duval или фр. Henri-Auguste Duval, 28 апреля 1777 — 16 марта 1814) — французский ботаник и врач.

## Биография
Анри Огюст Дюваль родился в городе Алансон 28 апреля 1777 года.
Дюваль изучал медицину в Парижском университете и писал диссертацию по гастроэзофагеальной рефлюксной болезни. Он стал известным благодаря работе Plantae succulentae in horto Alenconio (1809), опубликованной в Париже. В этой работе были впервые описаны роды растений Gasteria, Haworthia и Ligularia.
Анри Огюст Дюваль умер 16 марта 1814 года.

## Научная деятельность
Анри Огюст Дюваль специализировался на семенных растениях. Он описал несколько десятков видов растений.

## Научные работы
- Démonstrations botaniques, ou analyse du fruit, considéré en général. Paris, 1808.
- Essai sur le pyrosis ou fer-chaud. Paris, 1809 (thèse).
- Plantae succulentae in horto Alenconio, Paris, 1809.
- Supplément contenant toutes les plantes nouvelles à l'ouvrage de J.D. Dupont. Paris, 1813.

## Почести
Адриан Харди Хэуорт назвал в его честь род растений Duvalia семейства Кутровые.